# Kaltura
 (août 2023).
Kaltura est une société américaine, basée à New York. Elle travaille sur un logiciel libre qui permettrait de créer et de modifier des vidéos de manière collaborative.

## Partenariats
- Utilisation par la Wikimedia Foundation : en février 2008, Florence Devouard annonce la prochaine utilisation de ce programme dans le cadre de MediaWiki[1]. Elle fixe comme horizon l'été 2009, expliquant ce délai par les nouveaux besoins en bande passante que ce service engendrera. Kaltura est finalement déployé en novembre 2012 sur les serveurs de la Wikimedia Foundation[2].